# غابرييلا أنتونيس
غابرييلا أنتونيس (بالبرتغالية: Gabriela Antunes‏) هي كاتِبة أنغولية، ولدت في 8 يوليو 1937 في هوامبو في أنغولا، وتوفيت في 3 أبريل 2004 في لشبونة في البرتغال.